# Place de la Chapelle
La place de la Chapelle est une place du 18e arrondissement de Paris, en France.

## Situation et accès
La place de la Chapelle est située au débouché des rues Pajol, Marx-Dormoy, de Jessaint et délimitée au sud par le boulevard de la Chapelle. Elle se compose de deux squares situés de part et d'autre de la rue Marx Dormoy : le square de Jessaint à l'ouest et le square Louise-de-Marillac à l'est.

## Origine du nom
La place tient son nom de son voisinage avec l'ancienne rue de la Chapelle, désormais rue Marx-Dormoy.

## Historique
Cette place se situe à l'emplacement de l'ancienne barrière de La Chapelle.
La place était autrefois sur le territoire de la commune de La Chapelle, avant le rattachement de cette dernière à Paris en 1860.
La place de Jessaint, créée en 1861, lui est adjointe en 1877.
Lors de l'élargissement du faisceau ferroviaire de la gare du Nord, les immeubles du côté ouest de la place (situés entre la rue de Jessaint et le boulevard de la Chapelle) ont été détruits,.

## Bâtiments remarquables et lieux de mémoire

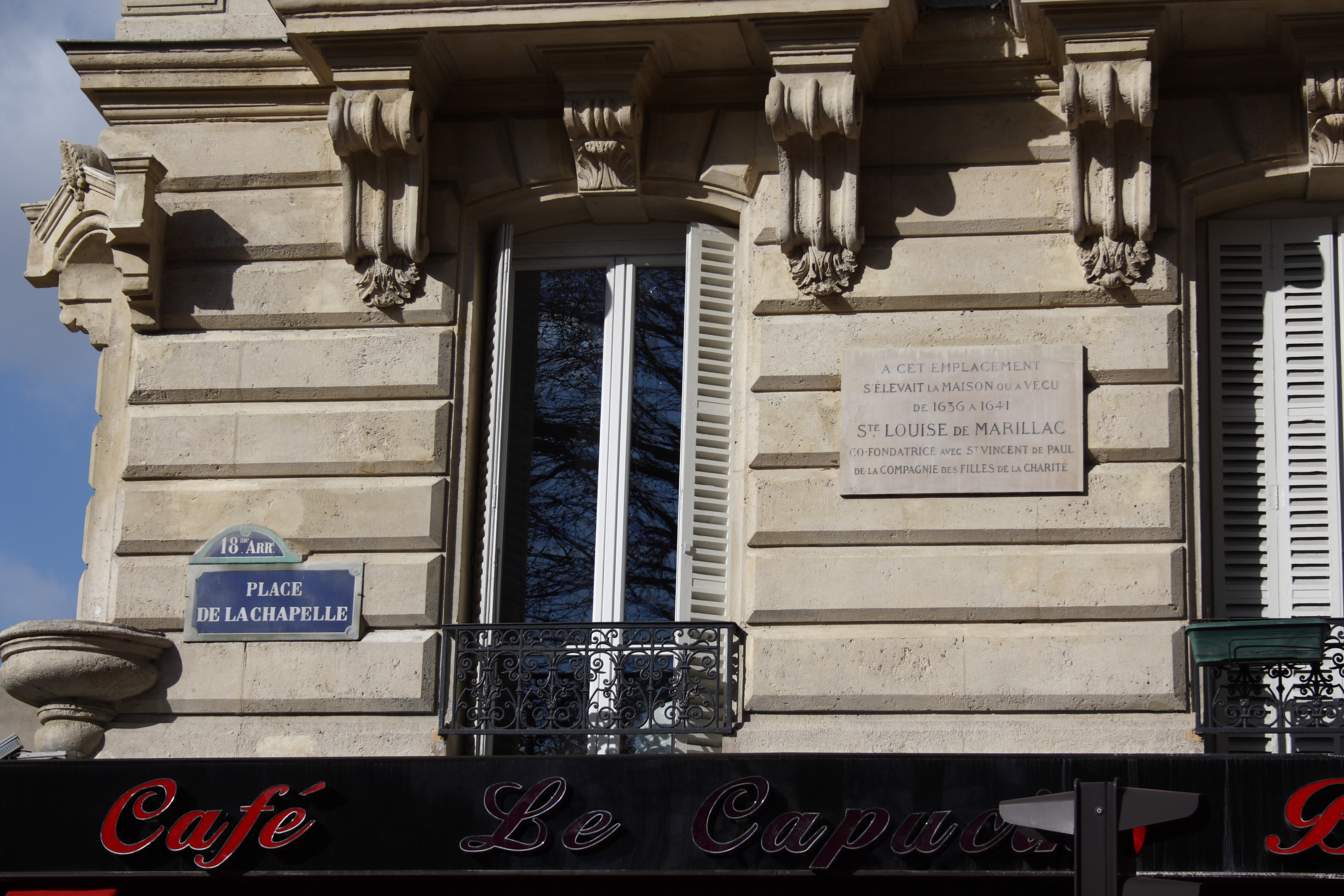
Plaque à la mémoire de Louise de Marillac, piédouche et baldaquin en pierre sculptée de l'ancienne enseigne de la brasserie Le Capucin.

- No 20 (et 2, rue Marx-Dormoy) : immeuble d'angle haussmannien.
Emplacement d'une maison habitée de 1636 à 1641 par Louise de Marillac (1591-1660), fondatrice avec saint Vincent-de-Paul des filles de la Charité[5] (1633) qui eurent ici leur deuxième maison, après avoir été regroupées, de 1633 à 1636 dans un petit logement de l'ancienne rue des Fossés-Saint-Victor[6].
Au rez-de-chaussée de cet immeuble se trouve (en 2021) une brasserie, Le Capucin, à l'emplacement de laquelle un restaurant du même nom existait en 1796[7]. La niche peu profonde visible au premier étage, à l'angle de l'immeuble présente des éléments sculptés en pierre : un piédouche arrondi et un baldaquin. Elle pourrait avoir abrité l'ancienne enseigne qui existait encore en 1910.